# Arachne (navigateur web)
Pour les articles homonymes, voir Arachne.
Arachne (du grec Αράχνη, qui signifie « araignée ») est un navigateur web initialement développé en tant que freeware par Michael Polák. Depuis la version 1.70R3 datant du 22 janvier 2001 il est libre sous la Licence publique générale GNU. Il est conçu pour fonctionner sous DOS (MS-DOS, DR-DOS ou FreeDOS) ou dans un shell Linux, supporte la plupart des extensions du langage HTML 3.2 et sait aussi gérer l'envoi et la réception des courriels, les forums USENET, les discussions sur IRC ainsi que le téléchargement des fichiers via FTP et Gopher.
Configuration minimum :
- Processeur i8086, 425 Ko de mémoire DOS
- Carte vidéo VESA / SVGA ou VGA, EGA, CGA
- Espace disque 2,2 Mo en version 1.4

## Conception
Arachne prend en charge de nombreux formats de fichiers, protocoles et standards, y compris les modes vidéo de CGA 640 × 200 en monochrome à VESA 1024 × 768 en mode couleur haute (65 536 couleurs). Il est conçu pour les systèmes sur lesquels aucun système de fenêtrage n'est installé. 
Arachne prend en charge plusieurs formats d'image, y compris JPEG, PNG, BMP et GIF animé. Il prend en charge un sous-ensemble des normes HTML 4.0 et CSS 1.0, y compris la prise en charge complète des tableaux et des cadres. Les protocoles pris en charge incluent FTP, NNTP pour les forums USENET, POP3, SMTP et Gopher. Arachne comprend une suite de connexions TCP / IP complète, qui prend en charge certaines connexions distantes et Ethernet. Cependant, Arachne ne prend pas en charge JavaScript,  Java ou SSL. Arachne peut être étendu en utilisant des add-ons pour des tâches telles que regarder des films DivX, lire des fichiers MP3, chat IRC, RSS et visualiser des documents PDF.
Arachne prend en charge un sous-ensemble limité de feuilles de style et de HTML
| Style            | Alias           | Options                              |
| ---------------- | --------------- | ------------------------------------ |
| color            |                 | #rgb ou #rrggbb ou un nom de couleur |
| background-color | background      | #rgb ou #rrggbb ou un nom de couleur |
| font-size        |                 | %, px, pt                            |
| font-style       |                 | i[talics]                            |
| font-weight      |                 | b[old]                               |
| text-decoration  | font-decoration | u[nderline]                          |

## Dérivés
Le logiciel xChaos a été concédé sous licence le code source d’Arachne à Caldera UK en 1997. Caldera UK a ajouté le numéroteur et la pile TCP / IP, JavaScript, SSL de Novell, mis en place son propre support pour les images, la sortie audio, l’impression sur des imprimantes, un clavier à l'écran optionnel pour l'utilisation de la souris et de l'écran tactile (SoftKeyboards), des profils utilisateur, et ils ont complètement modifié la conception du navigateur (personnalisable), en utilisant Allegro pour les graphiques. De plus, ils l'ont porté pour compiler en tant qu'application DOS étendue en mode protégé 32 bits (utilisant DPMI en utilisant DJGPP, un compilateur GNU pour DOS), tandis qu'Arachne est une application 16 bits. Ce programme a été vendu sous le nom de DR-WebSpyder en 1998; le nom était de l'associer à DR-DOS, que Caldera possédait à l'époque.
Lorsque Caldera a transféré DR-DOS à sa filiale Caldera Thin Clients, qui s'est rebaptisée Lineo en 1999, le navigateur a été désigné sous le nom d'Embrowser. Depuis 2000, le port Linux du navigateur s'appelait Embedix Browser.